# Dendrocalamus hookeri
Dendrocalamus hookeri är en gräsart som beskrevs av William Munro. Dendrocalamus hookeri ingår i släktet Dendrocalamus och familjen gräs. Inga underarter finns listade i Catalogue of Life.